# Астраган
Астраган е вид скъпа обработена агнешка кожа с къдрав черен или сив косъм от току-що родени каракулски агнета.
Намира приложение най-вече при изработката на облекла. Продукцията на изделия от астраган среща критики от организациите за защита на животните, тъй като се използват кожи от новородени и от фетуси на каракулски агнета.
Има и изкуствен (синтетичен) астраган.